# 니시노미야 차고

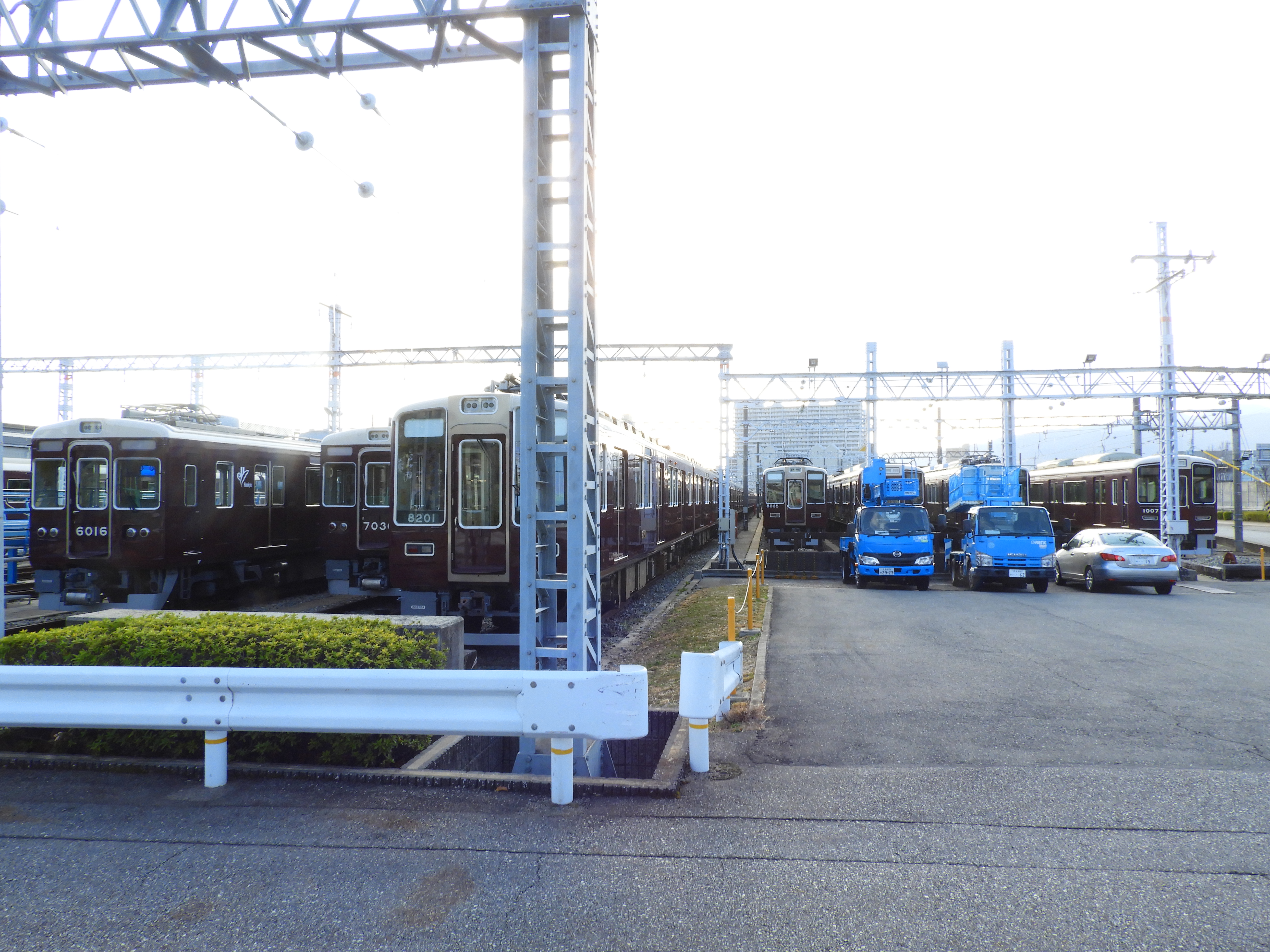
니시노미야 차고

니시노미야 차고 (にしのみやしゃこ)는, 효고현 니시노미야시에 있는 한큐 전철의 차고 .

## 차고 내 사고
니시노미야 기타구치역의 동쪽에 있으며, 고베선(고베본선, 이마쓰선 , 고요선, 이타미선 )의 차량이 소속된 차고이다. 한큐 고베선의 개업에 맞춰 1920년 (다이쇼 9년)에 개설되었다.
한때는, 차고의 동쪽에 니시노미야 공장이 설치되어 있어 고베선· 다카라즈카선 소속 차량의 전반 검사 를 맡고 있었다. 그러나, 본선의 연결 양수의 증가에 의한 부지의 협종화에 의해, 차량 수용 장소의 확장이 필요했던 것과, 1500V로의 승압에 의해 공장이 집약화 가능하게 되었기 때문에, 1968년 (쇼와 43 년)에 마작 공장 에 집약되고 공장 부분은 유치선의 확장 용지에 사용되었다.
한신·아와지 대지진 후, 부지의 북쪽 일부를 도로 확폭을 위해 공출해, 약간 면적이 좁아졌다.

## 소속 차량
- 5000계
- 6000계
- 7000계
- 8000계
- 8200계
- 9000계
- 1000계

## 같이 보기
- 일본 차량 기지 목록